# Myrmeleon trifolii
Myrmeleon trifolii är en insektsart som beskrevs av Frederic Charles Fraser 1950. 
Myrmeleon trifolii ingår i släktet Myrmeleon och familjen myrlejonsländor. Inga underarter finns listade i Catalogue of Life.